# 意謂動詞
意謂動詞通常本身為名詞或形容詞，但作為意謂動詞時可視為轉品修辭，為方便理解，可直接翻譯為「以...為...」。

## 例子
- 孔子登東山而「小」魯，登泰山而「小」天下《孟子盡心》：以魯國為小，以天下為小。
- 先生不「羞」，乃有意欲為收責於薛乎《戰國策馮諼客孟嘗君》：以此事為羞。
- 稍稍「賓客」其父《王安石傷仲永》：以其父為賓客。